# Сморгонский, Леонид Михайлович
Леонид Михайлович Сморгонский (13 [26] октября 1901 год, Мелитополь — 14 сентября 1952 года, Москва) — советский учёный-химик, педагог, автор учебников, доктор педагогических наук (1947), профессор (1948).

## Биография
Сын провизора Михеля Кушелевича Сморгонского (из свенцянской мещанской семьи) и Песи Мордхо-Лейбовны Сморгонской (в девичестве Шварц). Окончил 2-й МГУ (1926). В 1926—1933 годах — учитель в школе села Шаховское.
С 1933 научный сотрудник НИИ политехнического образования АПН СССР. Руководил комиссией, разработавшей школьные программы по химии.
Проводил исследования в области органической химии, разработал метод получения кетонов фуранового ряда и др.
В 1938—1941 годах первый заведующий кафедрой методики обучения химии в Московском институте усовершенствования учителей.
Соавтор (вместе с Я. Л. Гольдфарбом) учебного пособия «Задачи и упражнения по химии» (1934, М.: Учпедгиз), выдержавшего 26 изданий.
Соавтор (совместно с В. Н. Верховским и Я. Л. Гольдфарбом) учебника органической химии для 10 класса, который с 1932 по 1948 г. выдержал 13 изданий и был переведен на 24 языка.
Похоронен на Донском кладбище.